# Rebel Music
Rebel Music је први студијски албум енглеског ди-џеја Мајкла Веста. Албум је издат 1990. године и представља мешавину жанрова: Брејкбит, хаус, хип хоп и електроник.

## Списак песама
На албуму се налазе следеће песме: